# Małgorzata Kałędkiewicz
Małgorzata Kałędkiewicz (ur. 31 marca 1976 we Wrocławiu) – polska aktorka i reżyserka teatralna oraz wykładowczyni w Policealnym Studium Animatorów Kultury w Kaliszu.

## Życiorys
W 2000 ukończyła studia w Akademii Sztuk Teatralnych im. Stanisława Wyspiańskiego w Krakowie (dawniej: Państwowa Wyższa Szkoła Teatralna im. Ludwika Solskiego w Krakowie), Filia we Wrocławiu, wydział lalkarski. Swoją przygodę z teatrem rozpoczęła, tańcząc w spektaklu Czyż nie zabija się koni? (reż. Tomasz Dutkiewicz) w Teatrze Współczesnym we Wrocławiu. Od 2003 roku występuje w zespole Teatru im. Wojciecha Bogusławskiego w Kaliszu, w którym wykreowała ponad 40 ról aktorskich. Od 2022 współpracuje z Teatrem Małym w Łodzi.
W 2007 podczas 47. Kaliskich Spotkaniach Teatralnych otrzymała nagrodę dla aktora kaliskiego teatru za rolę Maszy w spekatklu Mewa (reż. Grzegorz Wiśniewski), natomiast w 2020 podczas 60. Kaliskich Spotkaniach Teatralnych zdobyła wyróżnienie aktorskie za rolę Vivian Bearing w Dowcipie (reż. Bożena Suchocka). Za tę samą rolę otrzymała również nagrodę na XXI Festiwalu Dramaturgii Współczesnej „Rzeczywistość przedstawiona” w Zabrzu.
W 2009, 2013 oraz 2018 przyznano jej Nagrodę Kulturalną Prezydenta Miasta Kalisza za osiągnięcia w dziedzinie twórczości artystycznej, upowszechniania kultury i ochrony dziedzictwa narodowego.
W Teatrze im. Wojciecha Bogusławskiego wyreżyserowała spektakle: Pszółka Maja (we współpracy z Izabelą Wierzbicką), Tadek Niejadek oraz ZęboweLOVE. Z miłości do zębów.

## Teatr im. Wojciecha Bogusławskiego w Kaliszu

### Role
- 2002: Ptaki jako Kozioł ofiarny; Prometeusz; Chór (reż. Mirosław Kocur)
- 2003: Wszystko w rodzinie jako Leslie (reż. Paweł Pitera)
- 2004: Sinobrody - nadzieja kobiet jako Dea Loher (reż. Norbert Rakowski)
- 2004: Zwierzęta doktora Dolittle jako Małpka Czi-Czi (reż. Jerzy Bielunas)
- 2005: Z rączki do rączki jako Sally Chessington (reż. Paweł Pitera)
- 2005: Stworzenia sceniczne jako Pani Marshall (reż. Robert Czechowski)
- 2006: Libertyn jako Angelique Diderot (reż. Robert Czechowski)
- 2006: Moralność jako Hanka (reż. Ula Kijak)
- 2006: Romeo+Julia jako Zielarka (reż. Paweł Kamza)
- 2007: Czego nie widać jako Poppy Norton-Taylor (reż. Paweł Okoński)
- 2007: Mewa jako Masza (reż. Grzegorz Wiśniewski)
- 2008: Plaża jako Sanne (reż. Rudolf Zioło)
- 2008: Ferdydurke, czyli czas nieuniknionego mordoru jako Ciotka (reż. Wojciech Kościelniak)
- 2009: The New Electric Ballroom jako Clara (reż. Rudolf Zioło)
- 2009: Turandot jako Adelma; Księżniczka tatarska; Niewolnica Turandot (reż. Waldemar Wilhelm)
- 2010: Pszczółka Maja (reż. Małgorzata Kałędkiewicz, Izabela Wierzbicka)
- 2011: Piotruś Pan jako Tygrysia Lilia (reż. Michał Derlatka)
- 2011: Mój Nestroy jako Wilhelmine Nespiesny; Człowiek-Małpa (reż. Rudolf Zioło)
- 2012: Tadek Niejadek (reż. Małgorzata Kałędkiewicz)
- 2012: Przełamując fale jako Dodo (reż. Maciej Podstawny)
- 2013: Iluzje (reż. Rudolf Zioło)
- 2013: Błękitny Ptak (reż. Łukasz Zaleski)
- 2014: Fantazy jako Dianna (reż. Maciej Podstawny)
- 2015: NIEBOskłon (reż. Alicja Morawska-Rubczak)
- 2015: Wojna polsko-ruska pod flagą biało-czerwoną jako Arleta (reż. Remigiusz Brzyk)
- 2016: Święta Joanna szlachtuzów jako Cridle (reż. Wojtek Klemm)
- 2016: Tragedia Coriolanusa jako Obywatel 1 (reż. Marta Streker)
- 2017: Noce i dnie jako Teresa Kociełł; Celina Mroczkówna (reż. Sebastian Majewski)
- 2017: Podwyżka jako 5-wybór (reż. Beniamin Bukowski)
- 2018: Kopciuszek jako Anna (reż. Bartosz Zaczykiewicz)
- 2018: Mistrz i Małgorzata jako Behemot (reż. Gabriel Gietzky)
- 2019: Dziwny przypadek psa nocną porą jako Shiobhan (reż. Bartosz Zaczykiewicz)
- 2020: Bajka o szczęściu jako Świnka (reż. Katarzyna Hora)
- 2020: Dowcip jako Vivian Bearing (reż. Bożena Suchocka)
- 2020: Prosna. Kryminał muzyczny jako Dżoana “Tico Tico” (reż. Łukasz Czuj)
- 2021: Dwoje biednych Rumunów mówiących po polsku jako Kobieta (reż. Radosław B. Maciąg)
- 2022: ZęboweLOVE. Z miłości do zębów jako Mieszkanka Pychotkowa (reż. Małgorzata Kałędkiewicz)
- 2023: ZŁY jako Edwina Kolanko (reż. Radosław Rychcik)
- 2023: Czerwone Nosy jako Jakub Boutros; Ewelina; trędowata (reż. Anna Wieczur)
- 2023: Nad Złotym Stawem jako Chelsea (reż. Michał Grzybowski)
- 2024: Wszystko dobre, co się dobrze kończy (reż. Szymon Kaczmarek)
- 2024: Lecimy z kolędą! (reż. Małgorzata Kałędkiewicz)

### Reżyseria
- 2010: Pszczółka Maja (we współpracy z Izabelą Wierzbicką[11]) - premiera 6 marca 2010
- 2012: Tadek Niejadek - premiera 7 grudnia 2012
- 2022: ZęboweLOVE. Z miłości do zębów - premiera 1 czerwca 2022
- 2024: Lecimy z kolędą! - premiera 20 grudnia 2024

## Filmografia
- 2006: Kawałek nieba (reż. Kuba Czekaj)
- 2012: Śmierć w teatrze (reż. Michał Grzybowski)
- 2014: Hitler w Operze (reż. Michał Grzybowski)
- 2021: Jeszcze jeden koniec świata (reż. Agnieszka Olczyk-Kot)
- 2023: Opiekun (reż. Dariusz Regucki)
- 2024: Sezony (reż. Michał Grzybowski)

## Dodatkowe informacje
Małgorzata Kałędkiewicz reżyseruje również spektakle wystawiane w Policealnym Studium Animatorów Kultury w Kaliszu, były one prezentowane na corocznych festiwalach: Multi Art Festival oraz Międzynarodowym Festiwalu Artystycznych Działań Ulicznych LA STRADA w Kaliszu.
Prowadzi warsztaty teatralne dla dzieci i młodzieży w Teatrze im. Wojciecha Bogusławskiego w Kaliszu. 
W 2016 współpracowała ze Spółdzielnią Socjalną „Powrócisz tu” w Turku - prowadziła warsztaty i wyreżyserowała spektakl Historia życia i (nie)przemijania. W 2018 współpracowała z GOK w Goszczanowie przy realizacji sztuki Tragedia siostrzanej miłości – czyli tajemnica rodu Poniatowskich. 
Współpracuje z Turkowską Unią Rozwoju. Wraz z Marcinem Trzęsowskim prowadzi warsztaty teatralne i wyreżyserowała spektake: Balladyna wg Juliusza Słowackiego (2013) Lilie wg Adama Mickiewicza (2014), Chłopi wg Władysława Reymonta (2021) oraz Wesele wg Stanisława Wyspiańskiego (2021).
W 2022 rozpoczęła współpracę z Teatrem Małym w Łodzi, wcielając się w rolę Antoniny w spektaklu Związek Otwarty.

### Strony internetowe
- Bajka o szczęściu, teatr.kalisz.pl, [dostęp 2024-01-14]
- Błękitny Ptak, teatr.kalisz.pl, [dostęp 2024-01-14]
- Czego nie widać, teatr.kalisz.pl, [dostęp 2024-01-14]
- Czerwone Nosy, teatr.kalisz.pl, [dostęp 2024-01-14]
- Czyż nie zabija się koni?, e-teatr.pl, [dostęp 2024-01-14]
- Dowcip, teatr.kalisz.pl, [dostęp 2024-01-14]
- Dwoje biednych Rumunów mówiących po polsku, teatr.kalisz.pl, [dostęp 2024-01-14]
- Dziwny przypadek psa nocną porą, teatr.kalisz.pl, [dostęp 2024-01-14]
- Fantazy, teatr.kalisz.pl, [dostęp 2024-01-14]
- Ferdydurke, czyli czas nieuniknionego mordoru, teatr.kalisz.pl, [dostęp 2024-01-14]
- Hitler w Operze,  filmweb.pl, [dostęp 2024-01-14]
- Iluzje, teatr.kalisz.pl, [dostęp 2024-01-14]
- Izabela Wierzbicka, teatr.kalisz.pl, [dostęp 2024-01-14]
- Jeszcze jeden koniec świata, filmweb.pl, [dostęp 2024-01-14]
- Kawałek nieba, filmweb.pl, [dostęp 2024-01-14]
- Kopciuszek, teatr.kalisz.pl, [dostęp 2024-01-14]
- Lecimy z kolędą!, teatr.kalisz.pl, [dostęp 2025-05-11]
- Libertyn, [w:] Encyklopedia teatru polskiego (przedstawienia) [dostęp 2024-01-14].
- Małgorzata Kałędkiewicz, filmweb.pl, [dostęp 2024-01-14]
- Małgorzata Kałędkiewicz, teatr.kalisz.pl, [dostęp 2024-01-14]
- Mewa, teatr.kalisz.pl, [dostęp 2024-01-14]
- Mistrz i Małgorzata, teatr.kalisz.pl, [dostęp 2024-01-14]
- Moralność, e-teatr.pl, [dostęp 2024-01-14]
- Mój Nestroy, teatr.kalisz.pl, [dostęp 2024-01-14]
- Nad Złotym Stawem teatr.kalisz.pl, [dostęp 2024-01-14]
- NIEBOskłon, teatr.kalisz.pl, [dostęp 2024-01-14]
- Noce i dnie, teatr.kalisz.pl, [dostęp 2024-01-14]
- Opiekun, filmweb.pl, [dostęp 2024-01-14]
- Piotruś Pan, teatr.kalisz.pl, [dostęp 2024-01-14]
- Plaża, teatr.kalisz.pl, [dostęp 2024-01-14]
- Podwyżka, teatr.kalisz.pl, [dostęp 2024-01-14]
- Policealnym Studium Animatorów Kultury w Kaliszu, gov.pl, [dostęp 2024-01-14]
- Prosna. Kryminał muzyczny, teatr.kalisz.pl, [dostęp 2024-01-14]
- Przełamując fale, teatr.kalisz.pl, [dostęp 2024-01-14]
- Pszółka Maja, teatr.kalisz.pl, [dostęp 2024-01-14]
- Ptaki (Kalisz 2002), kocur.uni.wroc.pl, [dostęp 2024-01-14]
- Sezony, filmweb.pl, [dostęp 2025-05-11]
- Sinobrody - nadzieja kobiet, e-teatr.pl, [dostęp 2024-01-14]
- Stworzenia sceniczne, [w:] Encyklopedia teatru polskiego (przedstawienia) [dostęp 2024-01-14].
- Śmierć w teatrze, filmweb.pl, [dostęp 2024-01-14]
- Święta Joanna szlachtuzów, teatr.kalisz.pl, [dostęp 2024-01-14]
- Tadek Niejadek, teatr.kalisz.pl, [dostęp 2024-01-14]
- The New Electric Ballroom, teatr.kalisz.pl, [dostęp 2024-01-14]
- Tragedia Coriolanusa, teatr.kalisz.pl, [dostęp 2024-01-14]
- Turandot, teatr.kalisz.pl, [dostęp 2024-01-14]
- Turkowska Unia Rozwoju, lgd.tur.org, [dostęp 2024-01-14]
- Warsztaty teatralne dla dzieci i młodzieży, teatr.kalisz.pl, [dostęp 2024-01-14]
- Wojna polsko-ruska pod flagą biało-czerwoną, teatr.kalisz.pl, [dostęp 2024-01-14]
- Wszystko dobre, co się dobrze kończy, teatr.kalisz.pl, [dostęp 2025-05-11]
- Wszystko w rodzinie, [w:] Encyklopedia teatru polskiego (przedstawienia) [dostęp 2024-01-14].
- Z rączki do rączki, teatr.kalisz.pl, [dostęp 2024-01-14]
- ZęboweLOVE. Z miłości do zębów, teatr.kalisz.pl, [dostęp 2024-01-14]
- ZŁY, teatr.kalisz.pl, [dostęp 2024-01-14]
- Związek otwarty, teatr-maly.pl, [dostęp 2024-01-14]
- Zwierzęta doktora Dolittle, teatr.kalisz.pl, [dostęp 2024-01-14]